# Antidesma leucocladon
Antidesma leucocladon är en emblikaväxtart som beskrevs av Joseph Dalton Hooker. Antidesma leucocladon ingår i släktet Antidesma och familjen emblikaväxter. Inga underarter finns listade i Catalogue of Life.